# سرغيايف بوساد
سرغيايف بوساد (بالروسية: Сергиев Посад) هي إحدى مدن روسيا في الكيان الفدرالي الروسي موسكو أوبلاست.
تقع مدينة سيرغييف بوساد على ضفاف نهر كونتشورا وتبعد مسافة 72 كم عن مدينة موسكو.
وفي المدينة آثار ثقافية وفنية مثل «لافرا الثالوث والقديس سيرجيوس» المدونة في سجل التراث العالمي لمنظمة اليونسكو.
وتوجد في المدينة حاليا معامل لانتاج اللعب والدمى الخشبية إضافة لذلك توجد في المدينة مصانع كيماوية واخرى لانتاج الاصباغ وصناعة الماكينات ومصنع لانتاج بضائع مطاطية. وتسترجع المدينة صفتها كمركز ثقافي وديني حيث تقام فيها المهرجانات وينشط فيها نادي الشباب الأرثوذكسي ومنذ القرن 19 تعمل في المدينة أكاديمية موسكو الروحية واللاهوت.

## نبذة عن تاريخ المدينة
ونشأت المدينة على انقاض عدد من القرى الصغيرة المبنية في القرنين 14 و15 حول دير الثالوث – سيرجيوس. وكانت هذه القرى تشتهر بالحرف الشعبية: النقش على الخشب وصنع الدمى واللعب. وكانت قرى بوشكارسكايا وستراليتسكايا وايقونايا وبوفارسكايا وكونيوشينايا الواقعة حول الدير قد التحمت في قرية تجارية – صناعية وبناء على امر من الامبراطورة يكاتيرينا الثانية سميت سيرغييف. وفي عام 1862 ربطت بخط سكك الحديد وفي عام 1919 اضحت مدينة. وخلال الفترة من 1930 إلى 1991 كانت المدينة تسمى زاغورسك نسبة إلى الثائر زاغورسكي واعيدت تسميتها القديمة عام 1991 واصبحت تسمى سيرغييف بوساد.

## لافرا الثالوث – سيرجيوس
انشأ الدير عام 1337 الاب الفاضل سيرجيوس رادونيجسكي. وهو اثر ثقافي وفني ومن اضخم الاديرة الأرثوذكسية ويتبع مباشرة للبطريرك وموقعه في مركز مدينة سيرغييف بوساد.

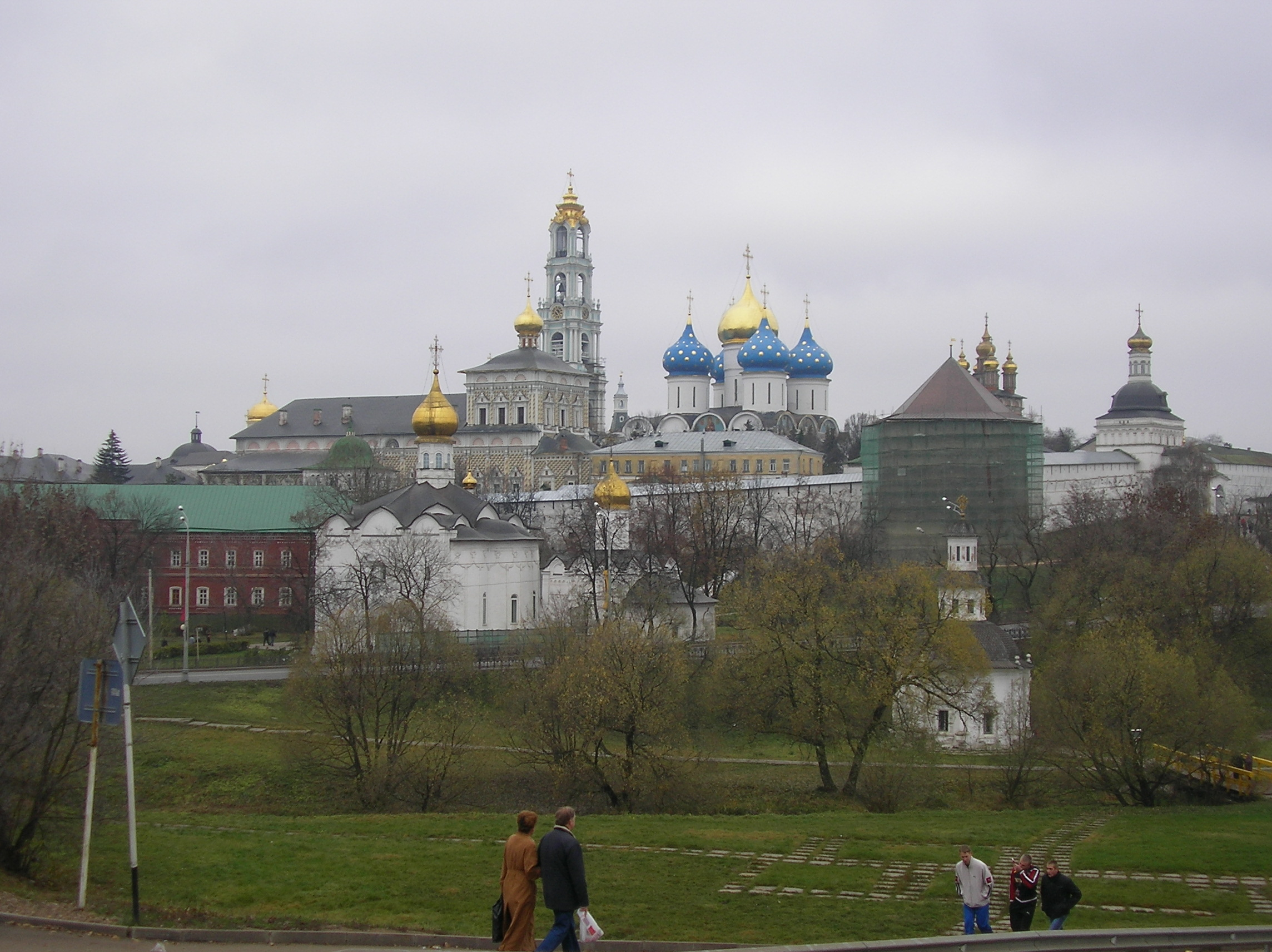
لافرا الثالوث – سيرجيوس

منذ عام 1688 بطريركية نصب الصليب وفي 8 يوليو/تموز عام 1742 بامر من الامبراطورة يليزابيتا بيتروفنا منح الدير صفة لافرا (دير كبير في الكنيسة الأرثوذكسية) وكان هذا يعني ارتباطه مباشرة بالبطريرك. بعد 3 سنوات من ثورة أكتوبر اغلق الدير في 20 أبريل/نيسان عام 1920 بامر من مجلس مفوضية الشعب واصبح متحف للتحف التاريخية – الفنية. واعيد ثانية إلى الرهبان عام 1946 واصبح ملكا للكنيسة الأرثوذكسية الروسية. وفي عام 1948 استؤنف نشاط الأكاديمية الدينية. وانعقدت في الدير اعوام 1971 و1988 و1990 الممعات المحلية للكنيسة الأرثوذكسية الروسية والتي كانت مخصصة لانتخاب البطريرك. لقد لعب الدير في القرون الوسطى دورا متميزا في الحياة السياسية لمناطق شمال مؤسس الدير الأمير دميتري دونسكوي في صراعه مع المغول في معركة كوليكوف عام 1382. حيث من هنا كانت بداية معركة الراهب الشجاع بيريسفيت مع الاعداء.
و توفي الاب الفاضل سيرجيوس ولكن بقي الدير الذي اسسه مركزا ثقافيا ودينيا للدولة الروسية على مدى قرون عديدة (سجلت في الدير جميع الاحداث واستنسخت الكتب المكتوبة بخط اليد ورسمت الايقونات. كما كتبت في القرن 15 سيرة حياة الاب الفاضل سيرجيوس والتي تعتبر أكبر ارث تاريخي لروس القديمة) وتعرض الدير عام 1408 إلى النهب والحرق من قبل الخان التتري يديغي واعيد بناؤه، بعدها عاش الدير ومن فيه مدة 200 سنة حياة هادئة. وبنيت في الدير مبان جديدة مما جعله أحد الاماكن المقدسة في روسيا. وفي عام 1422 وضع نيقولاي رئيس الدير حجر الاساس لكنيسة الدير الرئيسية (كاتدرائية الثالوث) التي بناها الرهبان الصرب الذين هربوا من كوسوفو (انظر تاريخ العلاقات الروسية – الصربية) والذين لجأوا اليه بعد معركة كوسوفو، بعد ذلك أطلق على الدير تسمية (الثالوث – لافرا سيرجيوس). وفي خمسينات القرن الـ 16 تم بناء سور من الحجر الأبيض حول الدير بطول 1284 متر يتخلله 11 برجا، وفي عام 1585 اكمل بناء كاتدرائية صعود العذراء.
وخلال الفترة بين اعوام 1608 و1610 بقي الدير محاصرا لمدة 16 شهرا من قبل قوات دميتري الثاني خلال مايسمى بالفترة المظلمة الواقعة بين فترة حكم سلالة ريوريك وحكم سلالة رومانوف. وخلال هذه الفترة العصيبة لروسيا تحول الدير إلى مقر القوات الشعبية الثانية لمينين وبوجارسكي التي انقذت روسيا من الاجتياح البولندي.
وكرم القياصرة الروس الدير كثيرا وكانوا يحجون إلى الاماكن المقدسة للثالوث – سيرجيوس (طريق الثالوث) بانتظام. وتمت عملية تعميذ ايفان الرهيب في هذا الدير. وكان الدير في اثناء تمرد ستريلتسوف ملاذا لصوفيا ابنة القيصر (شقيقة بطرس الاول) وولداه ايفان وبطرس. في عام 1689 في اثناء تمرد ستريلتسوف التجأ بطرس الأول إلى الدير هاربا من موسكو، وهنا بالذات تمت تصفية مناصري صوفيا التي طالبت بالعرش ومن هنا عاد بطرس إلى موسكو بصفته حاكما وحيدا.
واليوم يعتبر دير (الثالوث – لافرا سيرجيوس) اضخم مركز روحي في روسيا وتعمل فيه أكاديمية موسكو الروحية وعدد أعضاء اخوية الدير أكثر من 300 راهب.